# Ana María Sánchez de Ríos
Pour les articles homonymes, voir Sánchez.
Ana María Liliana Sánchez Vargas de Ríos, née le 28 janvier 1959 à Lima, est une diplomate et femme politique péruvienne. 
Diplomate de carrière, elle est ministre des Affaires étrangères du Pérou du 2 avril 2015 au 28 juillet 2016. Depuis 2019, elle est ambassadrice en Irlande.

## Biographie
Ana María Sánchez de Ríos naît à Lima le 28 janvier 1959. Elle effectue des études de droit et de science politique, elle obtient une licence en relations internationales de l'Académie diplomatique du Pérou, et devient avocate, diplômée en droit de l'université pontificale catholique du Pérou,.

### Diplomate
En 1980, elle entre dans la carrière diplomatique au service du Pérou. Elle est promue au poste d'ambassadrice le 1er janvier 2013.
Elle exerce des fonctions au sein de l'administration centrale du ministère des Affaires étrangères, successivement au sous-secrétariat à la politique étrangère, à la Direction de l'Amérique, à la Direction des privilèges et immunités, à la Direction générale de l'administration, à la Direction de la coopération politique et de l'intégration, au bureau de coordination du vice-ministre et du secrétaire général. Elle devient ensuite la directrice du développement et de l'intégration des frontières, puis directrice de l'intégration-affaires économiques. Elle est chef de cabinet ministériel de trois ministres des affaires étrangères avant sa nomination comme ministre.
À l'étranger, elle a travaillé à l'ambassade du Pérou en Hongrie, au consulat du Pérou à Sao Paulo puis à celui de Mexico. Elle a participé aussi à la représentation permanente du Pérou auprès de l'Organisation des États américains (OEA). Depuis mai 2019, elle est ambassadrice du Pérou en Irlande.

### Ministre des Affaires étrangères

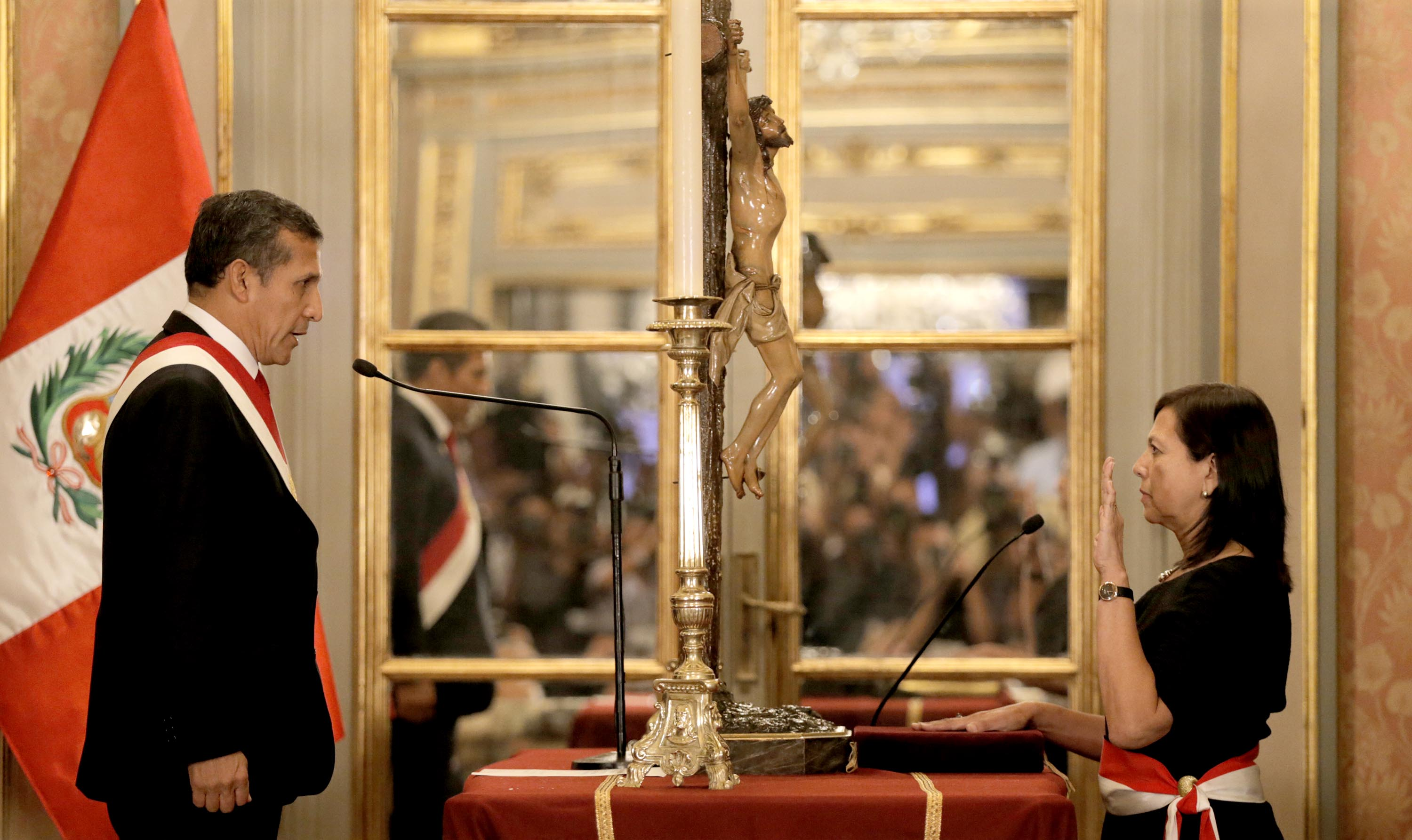
Ana María Sánchez prêtant serment devant le président, en tant que ministre des Affaires étrangères.

Le 2 avril 2015, elle prête serment en tant que ministre des Affaires étrangères, rejoignant le Conseil des ministres présidé par Pedro Cateriano, le septième gouvernement sous la présidence de Ollanta Humala. La cérémonie de prestation de serment a lieu dans la salle dorée du palais du gouvernement. 
Avec sa nomination, elle est devenue la première femme du corps diplomatique du Pérou à être nommée ministre des Affaires étrangères, car sa prédécesseure, Eda Rivas, n'était pas diplomate de carrière. Un jour plus tôt, elle avait été nommée ambassadrice du Pérou en France, une désignation à laquelle il n'a pas été donné suite, puisqu'elle assume sa nouvelle responsabilité ministérielle.
Elle est remplacée comme ministre des Affaires étrangères par Ricardo Luna Mendoza le 28 juillet 2016, après l'élection du président Pedro Pablo Kuczynski. 

## Décorations
- 2008: Ordre militaire d'Ayacucho, au grade de commandeure[3].
- 2015: Dame Grand-Croix de l'Ordre d'Isabelle la Catholique (Espagne)[5].
- 2015: Grand-Croix de l'Ordre du Soleil du Pérou[6].
- 2015: Grand-Croix de l'Ordre du mérite pour services distingués.
- 2015: Grand-Croix de l'Ordre du Mérite José Gregorio Paz Soldán du Service diplomatique du Pérou.